# Hirtodrosophila quadrivittata
Hirtodrosophila quadrivittata är en tvåvingeart som först beskrevs av Toyohi Okada 1956.  Hirtodrosophila quadrivittata ingår i släktet Hirtodrosophila och familjen daggflugor. Inga underarter finns listade i Catalogue of Life.